# Paul Faider
 (février 2024).
Si vous êtes l’auteur de ce texte, vous êtes invité à donner votre avis ici. À moins qu’il soit démontré que l’auteur de la page autorise la reproduction et que ce contenu soit compatible avec les principes fondateurs de Wikipédia, cette page sera supprimée ou purgée au bout d’une semaine maximum. En attendant le retrait de cet avertissement, veuillez ne pas réutiliser ce texte.
Paul Faider (Liège, 20 septembre 1886 - Gand, 25 octobre 1940) est un professeur à l'Athénée de Mons, à l'université de Gand et conservateur du musée royal de Mariemont.

## Biographie[1]
Issu d'une vieille famille de gens de robe, magistrats et juristes, Paul Faider naît à Liège le 20 septembre 1886. Il fait ses études primaires et moyennes dans sa ville natale et, après sa rhétorique, il se fait inscrire en 1903 au rôle des étudiants de la Faculté de philosophie et lettres de l'Université de Liège. Une brillante pléiade de professeurs, Parmentier, Michel, Waltzing y occupaient à cette époque une place de choix. Attiré par l'étude des lettres  classiques, goût entretenu et fortifié par une longue tradition familiale, Paul Faider se mit à leur école. Formé par de tels  maîtres, guidé et soutenu dans son amour de l'Antiquité par les  conseils éclairés du bon humaniste qu'était J. A. Stecher, Faider fit à Liège de fortes études de philologie classique. Docteur en philosophie et lettres en 1907, après avoir brillamment défendu un mémoire consacré au plus pur représentant de l'humanisme belge, Juste Lipse, Paul Faider se voit proclamer premier au concours universitaire (1909), pour entrer peu après dans  l'enseignement. À Mons, où il est appelé à passer plusieurs années, Faider se taille chez les élèves de l'Athénée une vraie popularité ; il éveille leur attention et conquiert leur sympathie. Son  érudition aimable, alliée à une urbanité parfaite, le font apprécier et aimer non seulement dans le cercle forcément restreint  de ses relations professionnelles, mais aussi en dehors des murs  de l'Athénée. Ce que nous appellerions volontiers la « période montoise » de Faider le voit prendre une part active à la vie littéraire et artistique de la charmante cité hennuyère. 
C'est également à Mons que Faider entreprend et achève le travail qui devait lui valoir en 1921 le titre de docteur spécial en philologie classique. Déjà en 1903, J. A. Stecher avait attiré l'attention du jeune latiniste sur l'œuvre du maître de Néron ; dès lors, Paul Faider ne cessera plus de s'intéresser au moraliste latin et ses Études sur Sénèque (1921), loin de marquer un arrêt dans une série de recherches qui se révélaient particulièrement fructueuses, allaient donner lieu — pour ne pas parler d'études d'érudition disséminées dans divers recueils, à la publication, en 1928, d'une édition, malheureusement inachevée, du De Clementia. 
Nommé chargé de cours à l'Université de Gand en 1922, Paul Faider y succède à Paul Thomas. Ce dernier, arrivé au terme d'une carrière des plus brillantes et qui, pendant quarante-cinq ans, avait illustré la chaire de latin de l'Université de Gand, s'adressait en ces termes à son successeur : « En descendant de ma chaire, j'ai l'immense satisfaction d'y voir monter à ma place un homme plein de talent, de zèle et d'ardeur, qui insufflera une vie nouvelle à l'enseignement des lettres latines. Unissant à la sévérité de la méthode philologique un sens artistique et littéraire raffiné, vous êtes appelé à exercer sur la jeunesse studieuse une grande et salutaire influence. Si j'ai pu rendre quelques services à l'Université, j'estime que ce n'est pas l'un des moindres que d'avoir contribué à vous assurer ma succession ». 
L'enseignement qu'il se voyait confier et l'illustre exemple de son éminent prédécesseur imposaient à Faider des charges et des devoirs nouveaux. Il ne s'est pas montré inférieur à la tâche dont le chargeaient ses nouvelles attributions. Se donnant entièrement à son enseignement, sans négliger pour cela ses recherches personnelles, ou mieux, associant ses étudiants à ses propres travaux, Faider sut donner un essor nouveau à l'étude du latin à Gand. Dès l'abord des étudiants se présentent pour lui confier la direction de leurs travaux ; il publie en 1924 ses extraits d'Aulu-Gelle, in usum lectionum suarum, texte établi et édité avec la collaboration de ses élèves du doctorat. Vient ensuite son précieux  Répertoire des index et des lexiques d'auteurs latins (1926), l'édition du De Clementia (1928) citée plus haut, le Catalogue des manuscrits de la Bibliothèque de la ville de Mons (1931), catalogue dont l'élaboration allait donner aux études de Faider une orientation nouvelle et dont la préparation avait permis aux étudiants qui fréquentaient le séminaire de l'Université de Gand au cours des années 1927-1928 de s'initier à la pratique de la paléographie appliquée à la bibliographie. Paraît ensuite, et toujours en 1931, le Répertoire des éditions de scolies et commentaires d'auteurs latins, complément indispensable du Répertoire des  index déjà mentionné, ouvrage élaboré lui aussi dans le séminaire gantois. Et cependant, devant un auditoire toujours plus nombreux, Faider lisait et commentait avec un enthousiasme  communicatif l'œuvre des grands poètes latins, Tibulle, Properce, Virgile, sans négliger pour cela son cher Sénèque, ni les  auteurs qui, moins importants en apparence, ne contribuaient pas peu à élargir l'horizon intellectuel et la culture classique de ses étudiants. 
La flamandisation partielle de l'Université de Gand (1923) avait, dès le début, restreint l'activité de Faider en tant que professeur ; la flamandisation intégrale de Université de Gand (1930) devait lui faire quitter Gand en 1934. Il y laissait d'unanimes regrets ; ici, comme à Liège, comme à Mons, comme partout où avait passé cet homme d'un commerce aussi agréable, il avait noué de solides amitiés. 
Nommé conservateur du domaine de Mariemont et déchargé des obligations toujours absorbantes du professorat, Paul Faider va pouvoir se livrer sans contrainte  à son labeur scientifique. Negotium fructueux s'il en fut ! Les recherches qu'il avait entreprises dès 1927 en vue de l'élaboration  de son catalogue des manuscrits de la bibliothèque de Mons et les difficultés auxquelles il s'était heurté au cours de ces  recherches mêmes avaient fait naître en lui le projet de dresser quelque jour le catalogue général des manuscrits des dépôts belges, entreprise à laquelle prélude, en 1933, la publication d'une Bibliographie des catalogues des manuscrits des bibliothèques de Belgique. 
Sous la vigoureuse impulsion que lui imprimait son promoteur, le projet se dessine et prend corps. Patronné par l'Académie royale qui, en 1938, devait accueillir Paul Faider au nombre de ses  correspondants, le catalogue général progresse rapidement ; les  manuscrits reposant à Bruges, Namur, Anvers, Courtrai, etc., sont tour à tour inventoriés et décrits. Entouré des  collaborateurs qu'il a su partout susciter, Faider se dépense sans compter : chaque catalogue porte sa griffe, sinon son nom.    Les dépouillements auxquels il se livrait devaient nécessairement amener Faider à s'occuper de la littérature médiolatine. Aussi nous le voyons bientôt s'adonner entièrement à l'étude du latin médiéval. L'Union académique internationale se propos e-t-elle d'éditer un nouveau Ducange, aussitôt Paul Faider s'intéresse à cette initiative ; bientôt il va prendre une part active aux travaux de la commission chargée de la rédaction du nouveau Glossarium, bientôt il cumule les fonctions d'éditeur de l'Aima et de secrétaire du comité du Dictionnaire du latin médiéval. 
Parti de Juste-Lipse — et qui dit Lipse, dit Sénèque — pour aboutir au latin du Moyen Âge — et il nous faut mentionner ici cette incursion sur le terrain du latin archaïque que constitue son brillant essai sur Cécilius (1908) — , Paul Faider a parcouru en une trentaine d'années tout le domaine de la latinité. S'attachant avec un égal bonheur à l'étude des Latins, à celle des auteurs médiolatins et à celle enfin des humanistes, Faider a fourni une carrière qui, pour être courte, n'en est que mieux remplie. Il avait atteint l'âge où l'homme, riche d'une expérience déjà longue et parfaitement maître de son outil, donne ce qu'il a de meilleur .